# Apocalipse do varejo

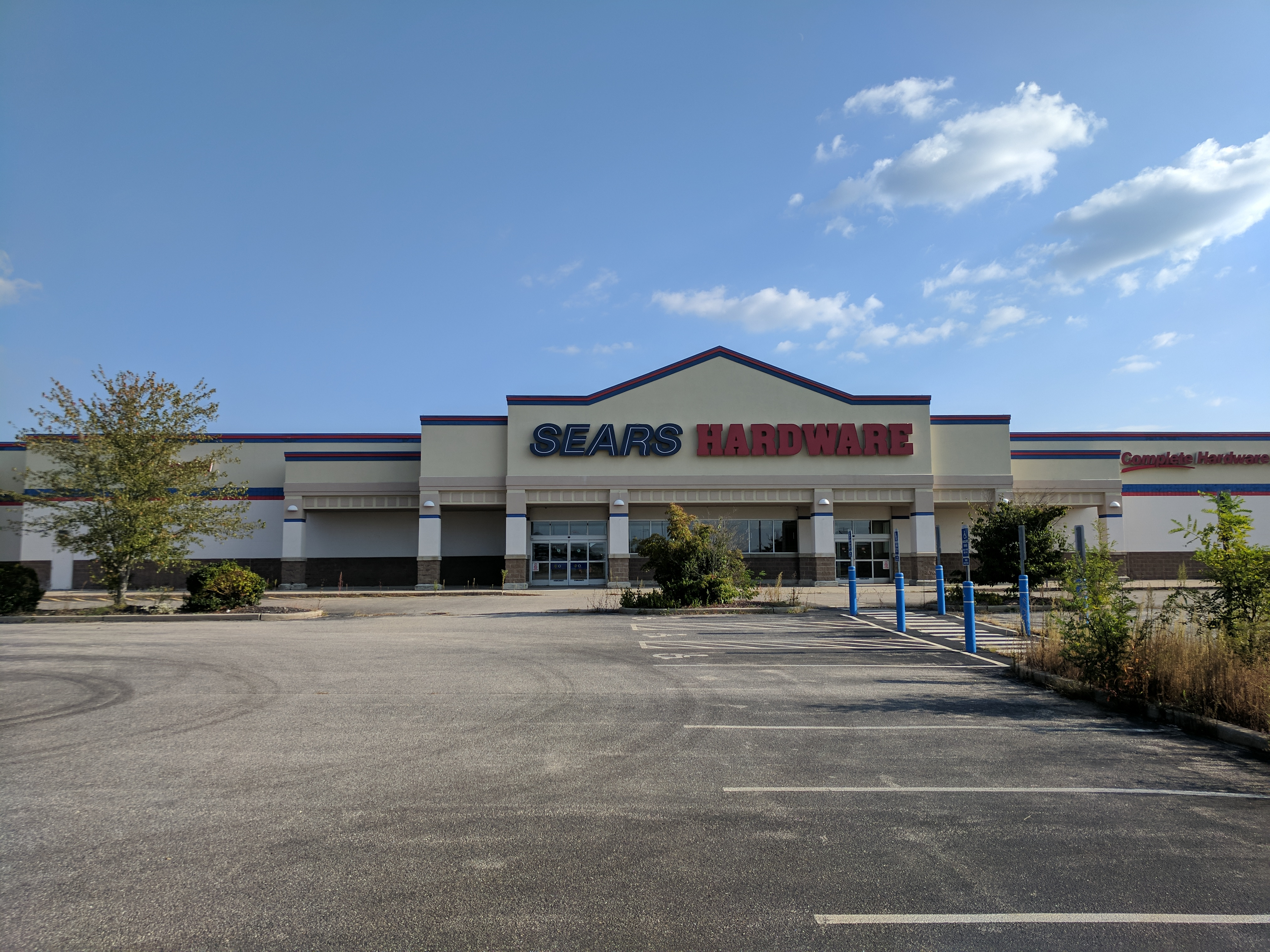
Loja da Sears fechada em 2016.

O apocalipse do varejo é o fenômeno do fechamento de um grande número de lojas de varejo especialmente nos Estados Unidos na década de 2010. Mais de doze mil estabelecimentos físicos fecharam devido a fatores como expansão excessiva dos shoppings, aumento de aluguéis, falências de aquisições alavancadas e mudanças de hábitos do consumidor.
O principal fator citado é a ascensão do comércio eletrônico, outros fatores também estão agregados como a mudança de hábito dos consumidores norte-americanos devido a vários fatores, incluindo economia de experiência contra bens materiais e residências, a moda casual em códigos de vestimenta relaxado. Também são considerados fatores a queda de renda da classe média, o aumento dos gastos com educação, planos de saúde e habitação, além do aumento das dívidas das próprias redes de lojas.
Grandes redes de lojas fecharam centenas de estabelecimentos, dentre essas redes se destacam J. C. Penney, Macy’s, Sears e Kmart, algumas redes chegaram a falência como Toys "R" Us e The Bon-Ton.

### O cenário no varejo brasileiro
No varejo brasileiro, o número de lojas físicas aumentou em 2021. Foram 204 mil lojas abertas totalizando 2.4 milhões de estabelecimentos físicos no país. O crescimento do ano de 2021 foi maior do que o número de lojas fechadas em decorrência da pandemia de COVID-21 em 2020, em torno de 75 mil pontos de venda foram fechados em decorrência da pandemia.
O comportamento do consumidor brasileiro ainda é favorável a compras presenciais, o consumo em lojas físicas ainda representa 90% das vendas do setor.